# Tekawa Village
Tekawa Village är en ort i Kiribati.   Den ligger i örådet Onotoa och ögruppen Gilbertöarna, i den sydöstra delen av landet, 400 km sydost om huvudstaden Tarawa. Antalet invånare är 164.
Terrängen runt Tekawa Village är mycket platt.  Närmaste större samhälle är Temao Village, 4,6 km sydost om Tekawa Village. 